# Edward M. Stolper
Edward Manin Stolper (* 16. Dezember 1952) ist ein Geologe, Petrologe und Planetologe am California Institute of Technology (Caltech).

## Leben und Wirken
Stolper erwarb 1974 am Harvard College einen Bachelor in Geowissenschaften, 1976 an der University of Edinburgh einen Master in Geologie und 1979 an der Harvard University einen PhD in Geowissenschaften. Im selben Jahr erhielt er eine erste Professur (Assistant Professor) am California Institute of Technology, 1982 wurde er Associate Professor und 1983 erhielt er eine ordentliche Professur. Seit 1994 ist er dort Leiter der Abteilung für Geologie und Planetologie, seit 2007 ist er Provost der Universität. 2013/2014 war er interimistisch Präsident der Caltech.
Stolper befasst sich in Feldstudien, Laboruntersuchungen, Computersimulationen und theoretischen Überlegungen mit der Entstehung und Entwicklung von magmatischem Gestein im Sonnensystem. Er untersucht Proben von der Erde, dem Mond und dem Mars sowie von verschiedenen Meteoriten. Er konnte wesentlich zum Verständnis der Schmelzprozesse im Inneren von Planeten beitragen und zur Bedeutung von Wasser, Kohlendioxid und Schwefel bei diesen Prozessen.
Edward Stolper ist seit 1973 verheiratet.

## Auszeichnungen (Auswahl)
- 1986 James B. Macelwane Medal[1]
- 1991 Mitglied der American Academy of Arts and Sciences[2]
- 1994 Mitglied der National Academy of Sciences[3]
- 1997 Arthur Holmes Medal
- 2004 Arthur L. Day Medal[4]
- 2008 Ehrendoktorat der University of Edinburgh
- 2010 Auswärtiges Mitglied der Academia Europaea[5]
- 2011 Auswärtiges Mitglied der Royal Society[6]
- 2012 V. M. Goldschmidt Award[7]
- 2012 Ehrendoktorat der Hebräischen Universität Jerusalem
- 2017 Roebling Medal[8][9]
- 2019 Wollaston-Medaille

Das Mineral Stolperit (engl. Stolperite) ist nach Edward Stolper benannt.